# Čikov
Čikov település Csehországban, a Třebíči járásban. Čikov Velká Bíteš, Jasenice, Pyšel, Naloučany, Zahrádka és Tasov településekkel határos. Lakosainak száma 199 fő (2024. január 1.).

## Népesség
A település lakosságának változását az alábbi diagram mutatja:
| Lakosok száma | 293  | 316  | 319  | 252  | 269  | 223  | 201  | 206  | 192  | 199  |
|               | 1869 | 1890 | 1921 | 1950 | 1980 | 2001 | 2017 | 2019 | 2022 | 2024 |